# Heinz Wirthensohn
Heinz Wirthensohn (ur. 4 maja 1951 w Bazylei) – szwajcarski szachista, mistrz międzynarodowy od 1977 roku.

## Kariera szachowa
Od połowy lat70. do połowy lat 90. XX wieku należał do ścisłej czołówki szwajcarskich szachistów. Wielokrotnie startował w finałach indywidualnych mistrzostw kraju, w latach 1979, 1981 i 1992 trzykrotnie zdobywając złote medale. Pomiędzy 1972 a 1996 r. dziesięciokrotnie (w tym raz na I szachownicy) reprezentował narodowe barwy na szachowych olimpiadach (najlepszy wynik: Hajfa 1976 – VII miejsce). Był również dwukrotnie uczestnikiem drużynowych mistrzostw świata (1985, 1989) oraz dwukrotnie drużynowych mistrzostw Europy (1973, 1989), w 1973 r. zdobywając w Bath srebrny medal za indywidualny wynik na VII szachownicy. Pomiędzy 1976 a 2006 r. jedenastokrotnie wystąpił w drużynowych turniejach o Puchar Mitropa (ang. Mitropa Cup), zdobywając wspólnie z drużyną dwa srebrne (1976, 1985) oraz trzy brązowe medale (1981, 1988, 1993).
Odniósł kilka sukcesów w turniejach międzynarodowych, m.in.: I m. w Bad Meinbergu (1975), II m. w Biel (1979, turniej główny, za Wiktorem Korcznojem), IV m. w Biel (1981, turniej główny, za Vlastimilem Hortem, Erikiem Lobronem i Michaelem Steanem) oraz dz. II m. w Altensteigu (1990, za Aleksandrem Czerninem, wspólnie z Philippem Schlosserem i Jörgiem Hicklem). Trzykrotnie uczestniczył w turniejach strefowych (eliminacjach mistrzostw świata) – Caorle (1972), Wraca (1975) i Graz (1993).
Najwyższy ranking w karierze osiągnął 1 stycznia 1991 r., z wynikiem 2460 punktów dzielił wówczas 2. miejsce (za Wiktorem Korcznojem, wspólnie z Lucasem Brunnerem) wśród szwajcarskich szachistów.